# It Heidenskip
It Heidenskip (en néerlandais : Het Heidenschap) est un village de la commune néerlandaise de Súdwest-Fryslân, situé dans la province de Frise.

## Géographie
Le village est situé dans le sud-ouest de la Frise, au bord du lac Fluessen.

## Histoire
It Heidenskip est partagé entre les communes d'Hemelumer Oldeferd et de Workum jusqu'au 1er janvier 1984, date à laquelle il est intégré à celle de Nijefurd jusqu'au 1er janvier 2011, où celle-ci est supprimée et fusionnée avec Bolsward, Sneek et Wymbritseradiel pour former la nouvelle commune de Súdwest-Fryslân.

## Démographie
Le 1er janvier 2017, le village comptait 335 habitants.